# Englerodothis oleae
Englerodothis oleae är en svampart som beskrevs av Dulym., Sivan., P.F. Cannon & Peerally 2001. Englerodothis oleae ingår i släktet Englerodothis och familjen Parmulariaceae.   Inga underarter finns listade i Catalogue of Life.